# Psaliodes simplex
Psaliodes simplex är en fjärilsart som beskrevs av William Schaus 1912. Psaliodes simplex ingår i släktet Psaliodes och familjen mätare. Inga underarter finns listade i Catalogue of Life.